# 易堂九子
易堂九子是指清初以江西寧都人魏禧為主的九位文人。

## 隐居翠微峰
最早魏禧之父魏兆鳳於明亡後隐居翠微峰，築有易堂。九子即魏禧與魏際瑞、魏禮三兄弟加上李腾蛟、彭士望、邱维屏、林时益、彭任、曾灿等九人，他們隐居在江西宁都翠微峰，“以砥砺廉节、讲求世务为主”，“以气节文章声海内”，又以魏禧的成就最大。道光年间，彭玉雯编有《易堂九子文钞》。